# Frein du clitoris
Pour les articles homonymes, voir Frein (homonymie).

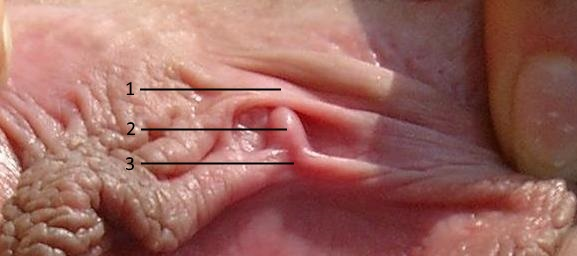
Vulve ouverte montrant la partie externe du clitoris : le frein est numéroté 3.

Le frein du clitoris (frenulum clitoridis en latin), aussi appelé frein vulvaire ou bien frein des lévres de la vulve, est un frein, c'est-à-dire une languette de tissus, qui maintient les petites lèvres avec le gland du clitoris. Il est situé entre ces deux derniers et juste au-dessus du vestibule vulvaire. Ce frein est formé par l'insertion des petites lèvres dans la partie postérieure du clitoris. Il est coupé lors de l'excision,.